# Andrej Alehavich Sannikau
Andrej Alehavich Sannikau; (tiếng Belarus: Андрэй Алегавіч Саннікаў, tiếng Nga: Андрей Олегович Санников, Andrej Sannikov, sinh ngày 8.3.1954 tại Minsk) là chính trị gia người Belarus và là ứng cử viên trong cuộc bầu cử tổng thống Belarus năm 2010.

## Tiểu sử
Andrej Sannikau sinh ngày 8 tháng 3 năm 1954. Cha ông là nhà nghiên cứu nghệ thuật Belarus nổi tiếng, còn mẹ ông là giáo viên dạy tiếng Nga. Ông nội ông là Kanstantsin Sannikau, một diễn viên nổi tiếng và là một trong những người sáng lập "Nhà hát quốc gia Yanka Kupala".
Năm 1977 Sannikau tốt nghiệp trường Đại học ngoại ngữ quốc gia Minsk. Sau đó ông làm việc cho một công ty dầu của Liên Xô ở Pakistan và Ai Cập trong việc xây dựng một nhà máy aluminum.

### Sự nghiệp ngoại giao
Từ năm 1982 tới 1987 Sannikau phục vụ ở Nha Thư ký của Liên Hợp Quốc tại New York. Năm 1989 ông tốt nghiệp "Học viện Ngoại giao" của Bộ Ngoại giao Liên Xô tại Moskva.
Từ năm 1993 tới 1995 ông làm cố vấn cho phái đoàn ngoại giao Belarus ở Thụy Sĩ.
Từ năm 1992 tới 1995 Sannikau đứng đầu phái đoàn Belarus trong thương thuyết về vũ khí thông thường và vũ khí hạt nhân với quyền ký kết nhân danh Belarus. Năm 1995-1996 ông làm thứ trưởng Bộ Ngoại giao Belarus. Andrej Sannikau có cấp bậc Đại sứ đặc mệnh toàn quyền.

### Chính trị gia đối lập
Tháng 11 năm 1996, ngay trước cuộc Trưng cầu dân ý 1996 gây tranh cãi vì những tiêu chuẩn hạn chế dân chủ nghiêm ngặt cùng việc phân chia quyền ở Belarus, Sannikau đã từ chức để phản đối.
Tháng 11 năm 1997 ông là một trong những người khởi xướng sáng kiến dân sự Hiến chương 97 và là người điều phối quốc tế của Hiến chương này.
Năm 1998 ông lập ra Hội đồng phối hợp các lực lượng dân chủ của Belarus cùng với Hienadz Karpienka. Là nhà ngoại giao chuyên nghiệp, ông ủng hộ các lợi ích của Belarus dân chủ trên thế giới và tích cực biện hộ cho nền độc lập và nhân quyền. Trong các năm tiếp theo Andrei Sannikau đã tổ chức nhiều cuộc biểu tình phản đối ở Belarus, trong đó có các hoạt động phản đối việc giả mạo các kết quả bầu cử trong các năm 2001, 2004, 2006 và 2008.
Ông đã bị chính quyền Belarus bắt giữ nhiều lần, bị đánh đập và bị ngược đãi vì các hoạt động chính trị của mình.
Năm 2008 Andrej Sannikau cùng với Viktar Ivashkevich, Mikhail Marynich và những chính trị gia khác đã khởi xướng đợt vận động dân sự Belarus của châu Âu, tuyên bố mục tiêu là đưa Belarus gia nhập Liên minh châu Âu.
Tháng 3 năm 2010 Andrej Sannikau tuyên bố ý định sẽ ra tranh cử trong cuộc bầu cử tổng thống Belarus năm 2011. Ông được coi là một trong các ứng cử viên đối lập chính, cùng với Uladzimir Niakliayeu và Yaraslau Ramanchuk.
Ngày 18 tháng 11 năm 2010, ông đã chính thức đăng ký làm ứng cử viên tổng thống trong cuộc bầu cử tổng thống Belarus năm 2011, tranh cử chống lại tổng thống đương nhiệm Aliaksandr Ryhoravič Lukašenka.
Tháng 5 năm 2011, Sannikau bị bắt và bị kết án 5 năm tù vì tội "tổ chức gây bất ổn xã hội"

## Đời tư
Andrej Sannikau kết hôn với nhà báo nổi tiếng Iryna Khalip. Họ có hai con trai.

## Giải thưởng
- Năm 2005, ông được trao Giải Bruno Kreisky